# (48807) Takahata
(48807) Takahata est un astéroïde de la ceinture principale.

## Description
(48807) Takahata est un astéroïde de la ceinture principale. Il fut découvert le 22 octobre 1997 à Nanyo par Tomimaru Okuni. Il présente une orbite caractérisée par un demi-grand axe de 2,98 UA, une excentricité de 0,14 et une inclinaison de 12,2° par rapport à l'écliptique.

## Compléments